# Сельское поселение Клементьевское
Се́льское поселе́ние Клеме́нтьевское — упразднённое 8 февраля 2018 года муниципальное образование в бывшем Можайском муниципальном районе Московской области.

## Общие сведения
Образовано в соответствии с Законом Московской области от 30.03.2005 года № 95/2005-ОЗ «О статусе и границах Можайского муниципального района и вновь образованных в его составе муниципальных образований» в ходе муниципальной реформы.
Административный центр — деревня Клементьево.
Адрес администрации: 143214, Московская область, Можайский район, д. Клементьево, д. 33а.

## Население
| 2006  | 2007  | 2008  | 2009  | 2010  | 2011  | 2012  | 2013  | 2014  |
| ----- | ----- | ----- | ----- | ----- | ----- | ----- | ----- | ----- |
| 2705  | ↗2779 | ↗2798 | ↗2815 | ↘2753 | ↘2751 | →2751 | ↗2786 | ↗2812 |
| 2015  | 2016  | 2017  | 2018  |       |       |       |       |       |
| ↘2802 | ↗2807 | ↗2836 | ↘2815 |       |       |       |       |       |

## География
Площадь территории сельского поселения составляет 19 326 га (193,26 км²).
Расположено на северо-востоке Можайского района. Граничит с сельскими поселениями Горетовским и Спутник, городским поселением Можайск, а также сельскими поселениями Ивановским и Старорузским Рузского района.

## Состав сельского поселения
В состав сельского поселения входят 32 населённых пункта упразднённых административно-территориальных единиц — Клементьевского и Павлищевского сельских округов Можайского района Московской области:
| Вид     | Наименование                    | Население, чел. | Бывшая административная единица |
| ------- | ------------------------------- | --------------- | ------------------------------- |
| деревня | Бели                            | 1               | Павлищевский сельский округ     |
| деревня | Бурцево                         | 13              | Павлищевский сельский округ     |
| деревня | Васюково                        | 2               | Клементьевский сельский округ   |
| деревня | Воронцово                       | 1               | Павлищевский сельский округ     |
| деревня | Вяземское                       | 15              | Павлищевский сельский округ     |
| деревня | Гавшино                         | 12              | Павлищевский сельский округ     |
| деревня | Долгинино                       | 3               | Павлищевский сельский округ     |
| деревня | Збышки                          | 4               | Павлищевский сельский округ     |
| деревня | Клементьево                     | 1128            | Клементьевский сельский округ   |
| посёлок | Лесное                          | 87              | Клементьевский сельский округ   |
| деревня | Макарово                        | 21              | Павлищевский сельский округ     |
| деревня | Маклаково                       | 1               | Клементьевский сельский округ   |
| деревня | Настасьино                      | 93              | Клементьевский сельский округ   |
| деревня | Неровново                       | 3               | Павлищевский сельский округ     |
| деревня | Новинки                         | 60              | Клементьевский сельский округ   |
| деревня | Новосёлки                       | 9               | Павлищевский сельский округ     |
| посёлок | отделения-4 совхоза «Павлищево» | 18              | Павлищевский сельский округ     |
| деревня | Павлищево                       | 807             | Павлищевский сельский округ     |
| деревня | Перещапово                      | 114             | Павлищевский сельский округ     |
| деревня | Петрово                         | 5               | Павлищевский сельский округ     |
| деревня | Прудня                          | 1               | Павлищевский сельский округ     |
| деревня | Пуршево                         | 117             | Павлищевский сельский округ     |
| деревня | Ратчино                         | 6               | Павлищевский сельский округ     |
| деревня | Сельцы                          | 0               | Клементьевский сельский округ   |
| деревня | Сергово                         | 27              | Павлищевский сельский округ     |
| деревня | Топорово                        | 0               | Павлищевский сельский округ     |
| деревня | Ханево                          | 14              | Павлищевский сельский округ     |
| деревня | Холдеево                        | 11              | Павлищевский сельский округ     |
| деревня | Холм                            | 100             | Клементьевский сельский округ   |
| деревня | Шебаршино                       | 3               | Клементьевский сельский округ   |
| деревня | Шеломово                        | 19              | Павлищевский сельский округ     |
| деревня | Шишиморово                      | 10              | Павлищевский сельский округ     |